# Fédération française du sport adapté
 (janvier 2011).
Si vous disposez d'ouvrages ou d'articles de référence ou si vous connaissez des sites web de qualité traitant du thème abordé ici, merci de compléter l'article en donnant les références utiles à sa vérifiabilité et en les liant à la section « Notes et références ».
Pour les articles homonymes, voir FFSA.
La Fédération française de sport adapté (FFSA) est une association loi de 1901 créée le 27 juin 1971  sous le nom de « Fédération française d'éducation par le sport des personnes handicapées mentales ». Elle prend son appellation actuelle de Fédération française de sport adapté en 1983.
La fédération est chargée d'organiser, de développer, de coordonner et de contrôler la pratique des activités physiques et sportives des personnes en situation de handicap mental ou psychique. Il s’agit de personnes (enfants, adolescents, adultes, personnes âgées) présentant :
- soit une déficience intellectuelle légère, moyenne ou profonde à laquelle peuvent être associés des handicaps physiques ou sensoriels (personnes polyhandicapées) ;
- soit des troubles psychiques[2].

Elle est agréée par le ministère des Sports et a été reconnue d'utilité publique le 26 avril 1999.
La FFSA est membre de Virtus, Fédération internationale des athlètes ayant une déficience intellectuelle (en anglais : International Federation for athletes with intellectual impairment).

## Historique
Grâce à la présence d'Eunice Kennedy Shriver en France (sœur du président J.F. Kennedy), à l'appui de la fondation Kennedy et aux premiers travaux de la Franco American Volunteer Association (FAVA) — association qu'elle crée à Paris — la promotion du sport pour les personnes handicapées mentales débute à la fin des années 1960 sur le territoire français.
En 1970, à Paris, des Jeux olympiques spéciaux rassemblent des dizaines de déficients mentaux à l'Institut national du sport, de l'expertise et de la performance (INSEP). Cette même année, à l'initiative de Jean-Louis Calvino, des parents de l'Unapei qui fête ses 40 ans en 2010 et des étudiants en sciences et techniques des activités physiques et sportives (STAPS) envisagent la création d'une association nationale. Ainsi naît en 1971 la Fédération française de sport pour handicapés mentaux (FFSHM) agréée officiellement par le ministère de la Jeunesse et des Sports.
En 1974, la FFSHM devient la Fédération française d'éducation par le sport pour les personnes handicapées mentales (FFESPHM) puis obtient son agrément ministériel en 1975. En 1977 la fédération obtient sa délégation — appelée à l'époque habilitation —, reconnue ainsi seule fédération pour développer en France les activités physiques et sportives pour les personnes en situation de handicap mental.
En 1978, la fédération organise ses premières formations à l'intention des professionnels du milieu médico-social et des bénévoles associatifs. Elle organise la pratique sportive fédérale en 3 niveaux (3 divisions).
En 1983 la FFESPHM devient la Fédération française du sport adapté. Ayant la charge d'une discipline sportive reconnue à part entière, la FFSA est intégrée au Comité national olympique et sportif français (CNOSF). Le ministère de la Jeunesse et des Sports nomme à la tête de la fédération le premier directeur technique national (DTN), Henri Miau. Les premiers Jeux nationaux du sport adapté se déroulent du 11 au 15 mai 1983 à Roanne (Loire) rassemblant 1 300 sportifs venus de toute la France pour concourir dans 15 disciplines sportives.
La FFSA intervient sur tout le territoire national pour promouvoir le sport adapté auprès des personnes en situation de handicap mental ou psychique et ne cesse de se développer grâce notamment à la progression continue de son nombre de clubs et de licenciés. Elle est représentée par une association sportive dans de très nombreux établissements du milieu medico-social, ainsi que dans de plus en plus de clubs sportifs ordinaires qui choisissent de créer une section sport adapté.
Depuis le 25 février 2009, cinq disciplines sportives de sport adapté (athlétisme, basket-ball, natation, football, tennis de table) sont reconnues de Haut niveau par le ministère chargé des sports. Pour autant la pratique structurée d'un sport santé est au cœur de l'organisation fédérale. Cinq pôles de Haut niveau sont créés pour accueillir les 74 sportifs en sport adapté inscrits sur la liste des sportifs de Haut niveau du ministère. Deux disciplines d'hiver, le ski de piste et le ski de fond, sont rajoutées par le ministère des sports en 2012.
Par ailleurs, la Fédération adhère au Comité d'entente et siège au Conseil national consultatif des personnes handicapées (CNCPH) ainsi qu'au Comité National Olympique et Sportif Français (CNOSF). Elle a signé des conventions de partenariat avec de nombreuses fédérations sportives ordinaires et avec des associations nationales chargées des personnes en situation de handicap, comme l'Association pour adultes et jeunes handicapés (APAJH). À ce jour, avec la Fédération française handisport, elle constitue le Comité Paralympique et Sportif Français (CPSF).

## Missions
Ses missions visent à :
- proposer sur le territoire une offre d'activités physiques et sportives diversifiées en cohérence avec le niveau de déficience de ses adhérents ;
- agir sur l'environnement immédiat du sportif par la création d'un tissu associatif structurant et la formation des professionnels en activités physiques adaptées favorisant un processus d'intégration par le sport ;
- s'inscrire résolument dans la défense des droits des sportifs handicapés.

La France est un des rares pays à posséder avec la FFSA une fédération sportive qui s'attache à dépasser le concept de handicap pour valoriser les capacités des individus. La participation pleine et entière, l'accessibilité maximale à la vie sociale, culturelle et professionnelle réaffirmées par les plus hautes instances de l'État, sont un enjeu auquel la FFSA a souscrit de longue date comme étant un enjeu éthique.
Par sa philosophie, son organisation et ses échanges, la fédération se présente comme un lieu favorisant l'intégration et la reconnaissance des personnes handicapées par l'appartenance à une communauté et à un groupe.
Il existe une « Commission d’études et de recherches » de la FFSA qui s'intéresse aux thématiques soulevées par la pratique des activités physiques et sportives pour les personnes en situation de handicap (intégration, santé, sport de haut niveau, citoyenneté, etc.). À la date du 22 novembre 2009, les activités physiques et sportives adaptées sont réintégrées aux Jeux paralympiques (qui relèvent de l'IPC). La FFSA affiliée à l'INAS-FID espère donc désormais pouvoir présenter quelques athlètes de haut niveau aux Jeux de Londres en 2012 avec le soutien du Comité paralympique et sportif français (CPSF).
À la date du 22 novembre 2009, la fédération est en pleine restructuration avec la création de cinq pôles France labellisés par le ministère de la Ville, de la Jeunesse et des Sports :
- pôle natation et tennis de table à Poitiers ;
- pôle athlétisme et pôle football au Centre de ressources, d'expertise et de performance sportive (CREPS) à Reims ;
- pôle basket-ball à l'Institut national du sport, de l'expertise et de la performance (INSEP).

## Dirigeants
Les présidents successifs :
- 1971-1974 : Robert Picherot
- 1974-1980 : Pierre Bartassot
- 1980-1988 : Jean-Louis Calvino
- 1988-1995 : Joseph-Marie Bluteau
- 1996-2005 :  George-Ray Jabalot
- 2005-2013 : Yves Foucault
- Depuis 2013 : Marc Truffaut

Les directeurs techniques nationaux successifs :
- 1977-1993 : Henri Miau
- 1993-1997 : Michel Cogne
- 1997-2000 : Marie France Chaumeil
- 2000-2003 : Andrew Botheroyd
- 2003-2013 : Michel Chopinaud
- Depuis 2013 : Marie Paule Fernez

## La FFSA en chiffres
- 63 836 licenciés dans toutes les tranches d’âge, à parité H/F ;
- 1 000 associations sur tout le territoire national ;
- 80 disciplines sportives ;
- plus de 3 000 rencontres organisées par an ;
- 100 stages de formation organisés par an ;
- De nombreux séjours de vacances sportives pour personnes handicapées[réf. nécessaire].

## Publications
La FFSA a édité de 2004 à 2011 les Cahiers du sport adapté.